# Кладбище «Бишбалта»
Кладбище «Бишбалта» (тат. Бишбалта бистәсе зираты)— татарское мусульманское кладбище, расположенное в Адмиралтейской слободе в Казани.

## История
Существует мнение, что это кладбище относится к временам Золотой Орды и Казанского ханства, однако эта точка зрения не доказана. В исторических источниках, в трудах ученых нет сведений о наличии на этой территории древних надгробий относящихся к периоду Казанского ханства. Возможно, оно располагалось в главном месте Адмиралтейской слободы, то есть вокруг нынешнего «Петрушкина двора». На старинных картах татарское кладбище в Адмиралтейской слободе не указано, но на картах конца XVIII века кладбище присутствует, на нынешней улице Брюсова.
Историк Е. В. Липаков писал, что кладбище «Бишбалта» было основано в декабре 1848 года, по постановлению городской думы, действительно, согласно историческим документам хранящимся в архиве сказано, что в этом году в Адмиралтейской слободе были выделены земли под татарское и русское кладбище, но, опираясь на примерную карту 1793 года, можно точно сказать, что татарское кладбище было здесь уже в XVIII веке. Именно поэтому в документе 1848 года говорилось о его расширении и расположении, возможно, кладбище долгие годы было закрыто, а в 1848 году там стали разрешать хоронить людей. За определение участков кладбища в то время отвечал помощник землемера Сапожников. Для выполнения этой задачи ему было приказано связаться с гласным Командировым. Командиров нанял десять рабочих и выделил необходимую сумму из собственного кармана. В начале 1849 года рабочие выкопали могилы на кладбище, установили столбы, помогли измерить землю астролябией. Сапожников выполнил все необходимые работы по устройству кладбища. После деньги, выделенные Командировым, были ему возвращены из городского бюджета. Таким образом, были определены новые границы татарского кладбища и создано русское кладбище в местности Большое Игумново.
В 1875 году попечителем кладбища был назначен Галеев Мухаммеджан Ибнеяминович, отец учёного Галимжана Баруди. Поскольку кладбище находилось недалеко от воды, каждую весну оно частично затапливалось, поэтому в 1879 году Санитарная комиссия городской думы выступила с предложением закрыть кладбище. В 1884 году настоятель Макарьевской церкви Сычев поднял этот вопрос и был на стороне прекращения захоронения трупов на кладбище. Однако закрыть его не удалось благодаря усилиям Мухаммаджана Галеева, так как власти поставили условие, чтобы трупы закапывали более глубоко. Из-за наводнения там, вероятно, более не пытались хоронить умерших, поэтому даже в 1881 году это кладбище занимало небольшую площадь.
На кладбище похоронены татары, проживающие в адмиралтейской слободе, работники близлежащих предприятий и близлежащего торгового порта, а также мусульмане, погибшие на местной сыроварне. Однако не все татары, проживавшие в слободе, были похоронены на этом кладбище, некоторые были похоронены на других местах.

## Надгробия
По мнению А. М. Гайнутдинова — самые поздние надгробия кладбища «Бишбалта» по дизайну и палеографическим признакам датируются серединой XIX века, но из-за повреждения текста на большинстве надгробий невозможно определить точную дату их закладки. Самый старый датированный камень был установлен в апреле 1910 года. К сожалению, неизвестно кому он был поставлен, поскольку верхняя часть, где было написано имя, отвалилась. Самое последнее надгробие датируется 1933 годом. Поскольку в те годы использовалась латиница, эта стела написана наполовину арабской, наполовину латинской графикой. По словам людей, тела были захоронены на кладбище в 50-х годах XX века, но из-за создания Куйбышевского водохранилища большая часть кладбища была затоплена, и остается только гадать, сколько эпиграфических памятников было затоплено и потеряно. Сегодня на кладбище в относительной целости сохранился лишь один эпиграфический памятник, так как он был выполнен из коричневого гранита. Этот камень посвящен религиозному деятелю Билалетдину Габиди. Помимо этого надгробия А. М. Гайнетдиновым были обнаружены эпиграфические памятники некоторых людей, таких как Асхабджамал Юсуфовна, Мухаммедвазих Гильманович, Гайшабика Сагдиевна, Рилия Харисовна Гимранова, Сулеймановы. Сегодня на кладбище «Бишбалта» сохранилось 25 надгробий.